# جون جنكينز (عالم فيروسات)
جون جنكينز (بالإنجليزية: Jon Jenkins)‏ هو عالم فيروسات أسترالي، ولد في 17 يونيو 1958.